# Microregione di Camaquã
Camaquã è una microregione del Rio Grande do Sul in Brasile, appartenente alla mesoregione Metropolitana de Porto Alegre.
È una suddivisione creata puramente per fini statistici, pertanto non è un'entità politica o amministrativa.

## Comuni
È suddivisa in 8 comuni:
- Arambaré
- Barra do Ribeiro
- Camaquã
- Cerro Grande do Sul
- Chuvisca
- Dom Feliciano
- Sentinela do Sul
- Tapes